# Steglitzer Kreisel
El Steglitz Kreisel es un rascacielos de 120 metros de altura que forma parte de un conjunto de edificios de gran altura, localizado en el distrito de Berlín, Steglitz.
El Steglitz Kreisel se construyó con una inversión para Berlín occidental. La idea era crear una competencia al centro Kurfürstendamm. En 1968 se inició el proyecto, 1972 ocurrieron los primeros problemas surgidos por la financiación, que estaba criticada duramente. Críticas dirigidas contra el gobierno de Steglitz y en contra de la empresa constructora que realizaba el proyecto. En 1973 la empresa constructora se declaró insolvente y en 1974 el proyecto en su totalidad estaba en bancarrota. El senado de la zona occidental de Berlín perdió 40 millones de marcos alemanes.
En 1980 se trasladó la administración del distrito Steglitz a la torre. El edificio está formado por asbesto y debe ser descontaminado. Además de la administración del distrito, el edificio cuenta con: restaurantes, tiendas, una parada de autobús y está conectado a la estación del metro de Berlín Berlín Rathaus Steglitz que se conecta con el ayuntamiento por la línea 1.

## Actualidad y Futuro
El 27 de junio de 2006, el Senado de Berlín decidió renunciar a la torre de oficinas y trasladar al personal que trabaja allí a Steglitz-Zehlendorf, una oficina propiedad del estado en otro distrito de la capital. El 23 de noviembre de 2007 la torre fue desocupada, Los trabajos de renovación deberían haber comenzado en 2009, después de que la gestión financiera de Berlín hubiese intentado vender el edificio sin éxito y no reformarlo. No está claro si se seguirá haciendo uso del edificio; se dijo que otra opción aparte de la venta a inversionistas privados sería una demolición, pero no es cierto, sin embargo, creó mucha controversia en la opinión pública.
En 2010, el Senado consideró, junto con Becker & Kries, volver a poner en venta al edificio. El costo de la eliminación del problema de la contaminación del asbesto se estima en este momento en 31,2 millones de euros.
El 11 de noviembre de 2010 se dio a conocer que hay dos compradores: uno de ellos quiere el edificio remodelado y el otro se haría cargo de la remodelación por su propia cuenta. El 11 de agosto de 2011 el periódico Berliner Zeitung informó sobre la remodelación del Steglitzer Kreisel lo siguiente: "comenzará el próximo verano y se completará en el primer semestre de 2015". En una primera etapa la empresa que lo gestiona selecciona mediante una convocatoria general a un contratista que se encargará de la renovación. No se sabe nada de lo que ocurrirá después de la renovación.